# Virginie-Occidentale durant la guerre de Sécession
L'État de Virginie-Occidentale des États-Unis est formé à partir de l'ouest de la Virginie et est ajouté à l'Union en tant que conséquence directe de la guerre de Sécession (voir histoire de la Virginie-Occidentale). À l'été 1861, les troupes de l'Union, sous les ordres du général George McClellan repoussent les troupes confédérées du général Robert E. Lee. Cela permet essentiellement aux unionistes dans les comtés du nord-ouest de la Virginie de former un gouvernement qui fonctionne indépendamment comme conséquence de la convention de Wheeling. Avant l'admission de la Virginie-Occidentale, le gouvernement à Wheeling revendique officiellement la compétence sur l'ensemble de la Virginie, bien que, depuis sa création, il est fermement attaché à la formation d'un État séparé.
Même après le départ de Lee, la Virginie occidentale continue d'être la cible des raids confédérés, même après la création du nouvel état, en 1863. Ces actions se concentrent à la fois pour ravitailler l'armée confédérée avec des provisions ainsi que pour attaquer le chemin de fer de Baltimore et de l'Ohio essentiel qui relie le nord-est avec le mid-ouest, comme le raid de Jones-Imboden. La guérilla sévit également dans le nouvel État, en particulier dans les comtés des montagnes Allegheny dans l'est, où les loyautés sont beaucoup plus divisées que dans la partie du nord-ouest unioniste de l'État.

## Histoire

### Événements politiques
Le 17 avril 1861, la convention de l'État de la Virginie à Richmond déclare la sécession. Presque tous les délégués des départements de l'ouest des montagnes Allegheny votent contre la sécession, et la plupart des gens et des autorités de la région refuse toutes les orientations du gouvernement de l'État sécessionniste.
Le 15 mai, les unionistes de Virginie-Occidentale convoquent la première session de la convention de Wheeling. De nombreux délégués sont désignés d'une manière informelle ou auto-désignés, de sorte que la convention dénonce uniquement la sécession et appelle à une élection formelle des délégués. Les délégués élus se réunissent pour une deuxième session, le 11 juin. Le 20 juin, la convention déclare qu'en adhérant à la sécession, les autorités du gouvernement de l'État à Richmond ont perdu leurs bureaux, qui sont désormais vacants. La convention élit ensuite des remplaçants pour ces bureaux de l'État, créant le gouvernement restauré de la Virginie.
Le gouvernement « restauré » est généralement soutenu dans les régions qui s'opposent à la sécession. Les troupes de l'Union occupent également les trois comtés les plus septentrionaux de la vallée de la Shenandoah, et en dépit des vues pro-sécessionnistes de la plupart des habitants, ces comtés sont également soumis au gouvernement « restauré ».
À la convention de Wheeling, certains délégués proposent la création immédiate d'un État séparé. Cependant, d'autres délégués soulignent que la création d'un nouvel État exige le consentement de la Virginie, en vertu de l'article IV de la constitution. Il est donc nécessaire de mettre en place le gouvernement restauré de la Virginie pour obtenir ce consentement, qui est accordé le 20 août 1861.
Un référendum en octobre 1861 approuve l'État ; une convention constitutionnelle se réunit, et son travail est approuvé par référendum en avril 1862. Le congrès approuve l'État au mois de décembre, avec la condition que l'esclavage doit être aboli dans le nouvel État. Cette condition requiert une nouvelle convention constitutionnelle et un référendum. La version révisée de la constitution inscrit l'abolition future de l'esclavage, qui prend effet le 3 février 1865.
Le 20 juin 1863, le nouvel État de Virginie-Occidentale proclamé est admis dans l'Union, y compris tous les comtés de l'ouest et la partie inférieure (nord) du « panhandle » de la Shenandoah.
Tous les États du nord, avaient des systèmes scolaires publics gratuits avant la guerre, mais pas les États frontaliers. La Virginie-Occidentale met en place son système en 1863. Contre une opposition acharnée, il établit une éducation quasi-égale pour les enfants noirs, dont la plupart sont d'anciens esclaves.
Lorsque les troupes de l'Union occupent les territoires de l'est de la Virginie comme Alexandria et Norfolk, ces zones tombent sous la juridiction du gouvernement restauré. Ils ne sont pas inclus dans la Virginie-Occidentale. Avec la reconnaissance de l'État de Virginie-Occidentale, le gouvernement restauré s'installe à Alexandria.
Le gouvernement pro-confédéré de l'État de Richmond maintient sa revendication sur les frontières d'avant-guerre du commonwealth et, sous l'égide de la constitution de 1851 de l'État, administre les régions du Commonwealth encore détenues par les armes confédérées - au moment l'indépendance de la Virginie-Occidentale comprend au moins une mesure de contrôle d'environ treize comtés revendiqués par l'État nouvellement admis. De nombreuses localités (surtout dans la partie sud-est de l'État) envoient des représentants à la fois aux législatures de l'État à Wheeling et à Richmond. Alors que le niveau du contrôle confédéré effectif sur la Virginie-Occidentale continue de diminuer à mesure que la guerre progresse, les autorités de Richmond sont en mesure de maintenir au moins un certain contrôle sur la frontière des régions du sud-est de la Virginie-Occidentale jusqu'à la fin de la guerre.

### Événements militaires
En avril 1861, les troupes de Virginie sous les ordres de Thomas J. « Stonewall » Jackson occupent Harpers Ferry et une partie du chemin de fer de Baltimore et de l'Ohio menant en Virginie occidentale. Ils capturent de nombreuses locomotives du B&O et des wagons, le 23 mai.
En mai et juin 1861, les forces confédérées avancent en Virginie occidentale pour imposer le contrôle du gouvernement de Richmond et de la Confédération. Ils ne vont pas plus loin que Philippi, en raison du mauvais état des routes. Puis les troupes de l'Union sous les ordres de McClellan les repoussent, en juillet.
Il a d'autres campagnes plus au sud, où le comté de Greenbrier est pro-confédéré, permettant aux troupes confédérées d'entrer dans le comté de Nicholas vers l'ouest. En septembre 1861, les troupes de l'Union repoussent les confédérés hors du comté de Nicholas et défont leur contre-attaque à Cheat Mountain.
Par la suite, toute la région de la trans-Allegheny est sous le contrôle ferme de l'Union, sauf pour certains comtés les plus orientaux. Le comté de Greenbrier est occupé en mai 1862. La guérilla pro-confédérée brûle et pille certaines parties, et n'est pas entièrement supprimée après la fin de la guerre.
Il y a deux expéditions mineures confédérées contre le coin nord-est de l'ouest plus tard : l'expédition de Romney de Jackson en janvier 1862, et le raid de Jones-Imboden en mai–juin 1863. 

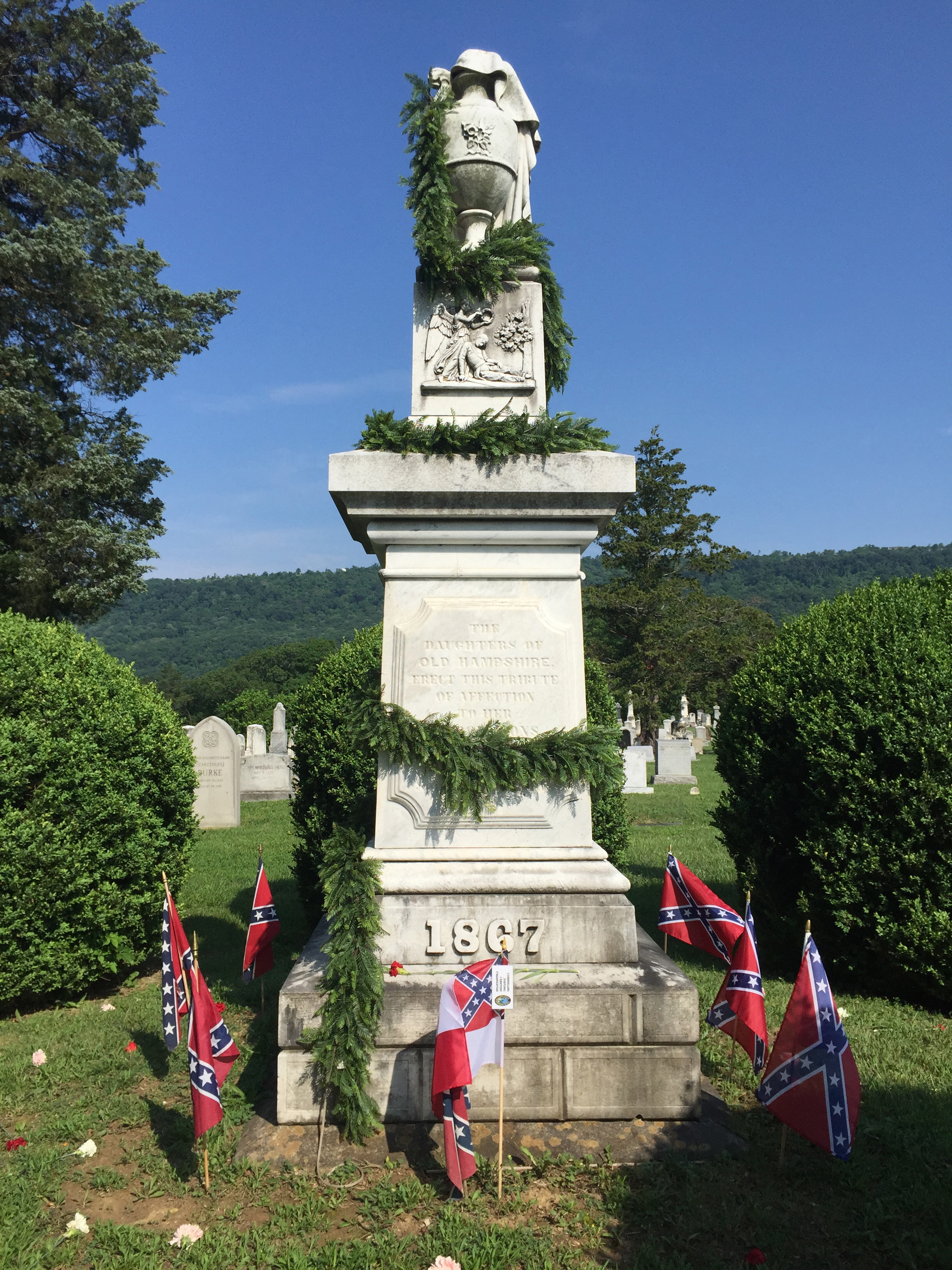
Mémorial confédéré, Romney.

La stratégie de l'Union pour la région est de protéger le chemin de fer essentiel B&O et aussi d'attaquer vers l'est, dans la vallée de la Shenandoah et le sud-ouest de la Virginie. Ce dernier objectif s'avère impossible, en raison de la mauvaise qualité des routes à travers le terrain montagneux.
Le B&O passe à travers la partie inférieure (nord) de la Shenandoah, à l'est des Alleghenies. Cette zone est donc occupée par les troupes de l'Union pendant la presque totalité de la guerre, et est la scène de fréquents combats.
Harpers Ferry est le site d'un arsenal majeur de l'armée américaine, et est pris par les confédérés dans les premiers jours de la guerre, et de nouveau au cours de la campagne du Maryland de 1862. Au cours de la campagne du Maryland c'est une voie d'invasion et de retraite pour l'armée de Virginie du Nord ; la campagne se termine avec la bataille de Shepherdstown.
Beaucoup de soldats de la Virginie occidentale servent dans les deux côtés au cours de la guerre.
Ceux au service des confédérés sont dans les régiments de « Virginie ».
Ceux au service de l'Union sont dans des régiments de « Virginie-Occidentale ». Plusieurs régiments de « Virginie » de l'Union sont rebaptisés avec l'indépendance de l'État. Parmi ceux-ci, le 7th West Virginia Infantry, célèbre pour les actions à Antietam et à Gettysburg, et le 3rd West Virginia Cavalry qui combat aussi à Gettysburg.
Du côté confédéré, Albert G. Jenkins, un ancien représentant des États-Unis, recrute une brigade de cavalerie dans l'ouest de la Virginie, qu'il dirige jusqu'à sa mort en mai 1864. D'autres virginiens de l'ouest servent sous les ordres du brigadier général John Imboden et dans la brigade de Stonewall sous les ordres du brigadier général James A. Walker.

## Guerre de guérilla
Le 28 mai 1861 l'un des premiers procès de la guerre de Sécession pour sabotage a eu lieu à Parkersburg, Virginie. Un groupe d'hommes sont trouvés en train de jouer aux cartes sous un pont du chemin de fer de B&O et arrêtés par les autorités fédérales. Le procès est mené par le Juge William Lowther Jackson (plus tard, Général W. L. Jackson, C.S.A.). Les hommes sont acquittés, car aucun crime n'a eu lieu, mais Parkersburg est divisée sur le verdict, et le juge Jackson part pour rejoindre le colonel Porterfield à Philippi.
Avec la défaite des forces confédérées à la bataille de Philippi et à la bataille de Cheat Mountain elles occuperont seulement de temps en temps des parties de l'ouest de la Virginie. Les soutiens locaux de Richmond sont laissés à leur propre sort. De nombreuses unités de guérilla trouvent leur origine dans la milice d'avant-guerre, et elles sont désignées comme les rangers de l'État de Virginie et, à partir de juin 1862, elles sont incorporées dans les régiments de ligne de l'État de Virginie. En mars 1863, cependant, beaucoup sont enrôlés dans l'armée régulière confédérée.

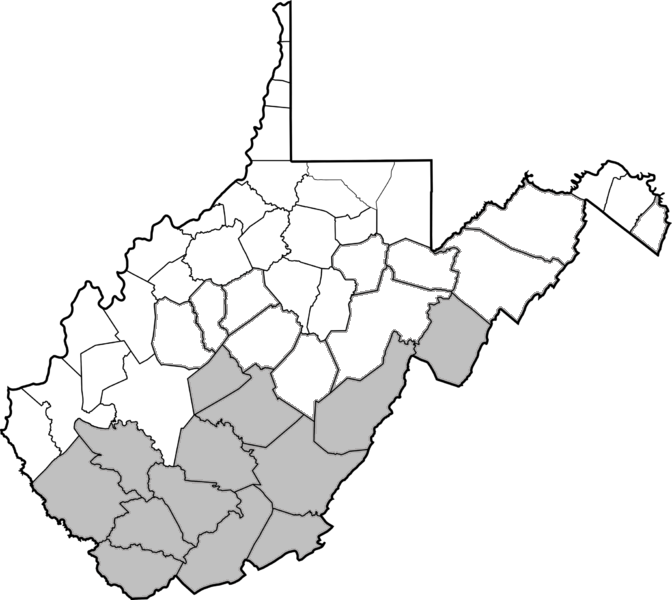
Les comtés de la Virginie-Occidentale, toujours détenus par la Confédération en février. 1863

Il y en a certains qui opèrent sans entrave du gouvernement de Richmond, certains combattant au nom de la Confédération, tandis que d'autres ne sont rien d'autre que des bandits qui attaquent les unionistes et les confédérés indifféremment. Au début de la guerre les guérillos capturés sont envoyés au camp Chase ou à Johnson Island en Ohio, fort Delaware au Delaware et aussi à l'Atheneum à Wheeling. Certains sont libérés sur parole après une prestation de serment, mais beaucoup d'entre eux retournent à leurs activités de guérilla. Les autorités de l'Union commencent à organiser leurs propres groupes de guérilla, dont le plus célèbre est les « Snake Hunters », dirigé par le capitaine Baggs. Ils patrouillent dans les comtés de Wirt et de Calhoun pendant l'hiver 1861-62 et capturent des dizaines des « Mocassin Rangers », qu'ils envoient en tant que prisonniers à Wheeling.
La lutte contre les rebelles de la guérilla prend un nouveau virage sous les ordres de John C. Fremont et du colonel George Crook, qui a passé sa carrière d'avant guerre comme « chasseur d'indien » dans le nord-ouest du Pacifique. Le colonel Crook prend le commandement du 36th Ohio Infantry, centré autour de Summersville, dans le comté de Nicholas. Il les forme aux tactiques de guérilla et adopte une  politique de « pas de prisonniers ».

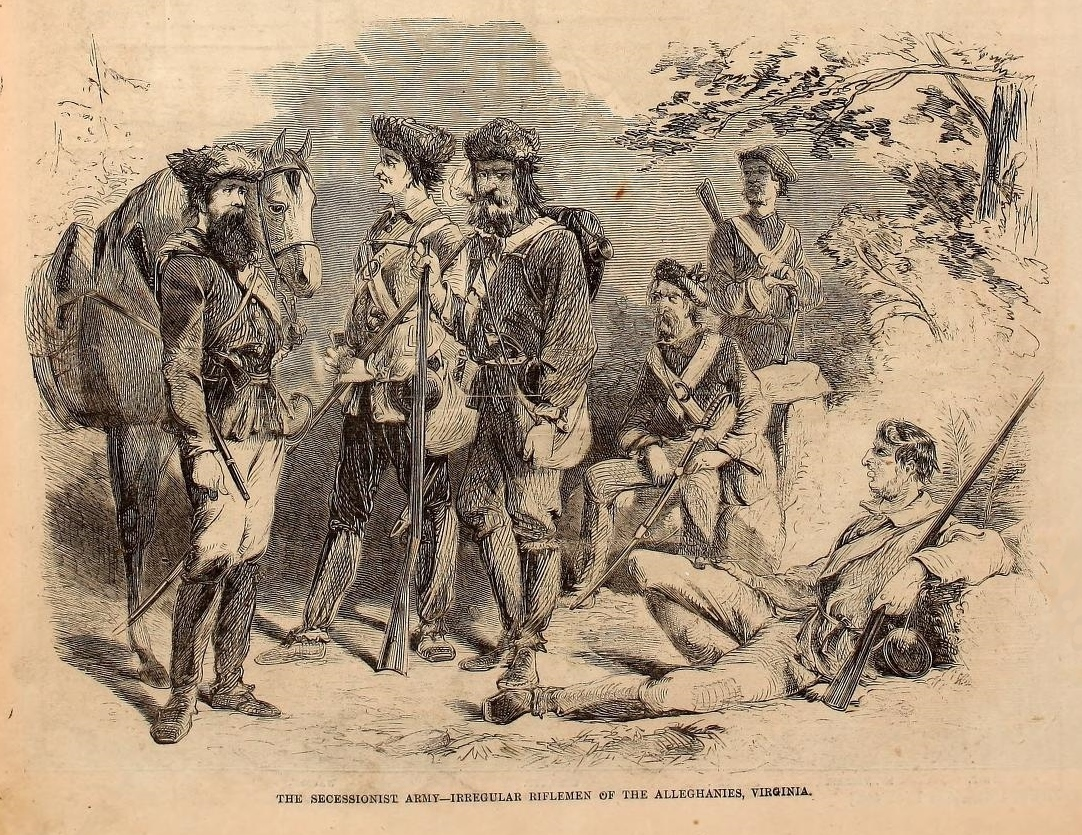
« Les fusiliers sécessionnistes de l'armée irrégulière des Alleghanies, en Virginie », Harper's Weekly, le 20 juillet 1861

Le 1er janvier 1862, Crook mène ses hommes lors d'une expédition au nord de Sutton, dans le comté de Braxton, où il croit que des forces confédérées ont été localisées. Rien n'est trouvé, mais ses troupes rencontrent une resistance sévère de la guérilla et réagit en brûlant les maisons et les villes au cours de sa marche. Mais en août, 1862, les efforts unionistes sont gravement entravés avec le retrait des troupes à l'est de la Virginie.
Pendant ce vide, le général William W. Loring, C. S. A, reprend la vallée de la Kanawha, le général Albert Gallatin Jenkins, C. S. A., déplace ses forces à travers le centre de la Virginie-Occidentale, capturant de nombreuses fournitures et des prisonniers. Le recrutement confédéré augmente, le général Loring ouvrant des bureaux de recrutement aussi que loin qu'au nord que Ripley.
En réponse aux raids rebelles, le général Robert H. Milroy émet un commandement exigeant des réparations, à payer en espèces, et procède à l'évaluation des amendes à l'encontre des citoyens du comté de Tucker, coupable ou non, et les menace de pendaison ou d'incendier leur maison. Jefferson Davis et les autorités confédérées déposent des plaintes officielles auprès du général Henry Wager Halleck à Washington, qui censure le général Milroy. Cependant, Milroy fait valoir sa politique pour se défendre et est autorisé à la mettre en œuvre.
Au début de 1863, les efforts de l'Union en Virginie-Occidentale s'annoncent mal. Les unionistes sont en train de perdre confiance dans le gouvernement de Wheeling pour les protéger, et à l'approche du démembrement de la Virginie dans les deux États, la guérilla augmente dans un effort pour empêcher l'organisation des administrations des comtés. En 1864, une certaine stabilité est atteinte dans certains comtés, mais la guérilla n'est jamais contrée de manière efficace. Les forces de l'Union qui sont nécessaires ailleurs enlisées dans ce que beaucoup de soldats considèrent comme un remous de la guerre. Mais les forces fédérales ne peuvent pas se permettre d'ignorer tout territoire rebelle, surtout si près de la rivière Ohio.
À la fin de janvier 1865, le gouverneur Arthur I. Boreman se plaint de la guérilla à grande échelle qui sévit aussi loin que le nord des comtés d'Harrison et de Marion. Dans un de ces derniers, la loi d'airain de la guerre de guérilla, les rangers de McNeill du comté de Hardy enlèvent les généraux George Crook et Benjamin F. Kelley derrière les lignes de l'Union et les livrent comme des prisonniers de guerre à Richmond. La reddition confédérée à Appomattox met finalement fin à la guerre de guérilla en Virginie-Occidentale.

## Militaires
Le 30 mai 1861, le brigadier général George B. McClellan à Cincinnati écrit au président Lincoln : « j'ai pleinement confiance qu'un nombre considérable de  volontaires peut être levé en Virginie-Occidental... ». Après près de deux mois sur le terrain en Virginie-Occidentale, il est moins optimiste. Il écrit au gouverneur. Francis Harrison Pierpont du gouvernement restauré de la Virginie à Wheeling que lui et son armée sont désireuses d'aider le nouveau gouvernement, mais que finalement, ils seraient nécessaires ailleurs, et qu'il insiste pour que des troupes soient levées « au sein de la population ». « Avant que je quitte Grafton, j'ai fait des demandes pour des armes, des vêtements, etc, pour des troupes  10 000 virginians - j'ai peur que mon estimation était beaucoup trop grande ». Le 3 août 1861, le « Herald » de Wellsburg fait un éditorial : « un joli état du nord-ouest de la Virginie s'apprête à se déclarer lui-même comme un État séparé... après tout le battage et tout le bavardage sur un état distinct, il a réellement organisé sur le terrain quatre régiments incomplets de soldats et l'un d'eux est presque entièrement originaire de Panhandle  ».
Des difficultés similaires sont expérimentées par les autorités confédérées au début de la guerre. Le 14 mai 1861, le colonel George A. Porterfield arrive à Grafton pour s'assurer de volontaires, et signale un recrutement lent. La  difficulté du colonel Porterfield en fin de compte, cependant, est le manque de soutien du gouvernement de Richmond, qui n'envoie pas assez de canons, de tentes et d'autres fournitures. Il refuse finalement des centaines de volontaires en raison du manque de matériel. Henry A. Wise réalise également des recrutements dans la vallée de la Kanawha, bien qu'il finit par lever 2 500 fantassins, 700 cavaliers, trois bataillons d'artillerie, pour un total de 4 000 hommes qui est deviennent connus comme la « légion de Wise ». Un régiment de la légion de Wise, le 3rd Infantry (par la suite réorganisé en 60th Virginia Infantry) est envoyé en Caroline du Sud en 1862, et c'est au commandant Thomas Broun du 3rd Infantry que le général Robert E. Lee achète son célèbre cheval Traveller.
En avril 1862, le gouvernement confédéré met en place la conscription militaire, et près d'un an plus tard, le gouvernement des États-Unis fait de même. La conscription confédérée n'est généralement pas effectif en Virginie-Occidental, en raison de la chute de l'administration de l'État de Virginie dans les comtés de l'ouest et de l'occupation de l'Union dans les comtés septentrionaux, bien que la conscription se fait dans les comtés méridionaux. Dans les comtés de l'est et du sud de la Virginie-Occidentale, le recrutement confédéré se poursuit au moins jusqu'au début de 1865.
Le gouvernement de Wheeling demande une exemption à la conscription fédérale, en disant qu'ils ont dépassé leur quota lors des précédents appels. Une dérogation est accordée pour 1864, mais en 1865, une nouvelle demande est faite pour des troupes, que le gouverneur Boreman a du mal à remplir. Dans certains comtés, les ex-confédérés se retrouvent enrôlés dans l'armée américaine.
La fidélité de certaines troupes fédérales a été remis en question dès le début de la guerre. La rapide conquête du nord de la Virginie-Occidentale a laissé un certain nombre de sympathisants sudistes derrière les lignes de l'Union. Une série de lettres au général Samuels et au gouverneur Pierpoint dans le département des archives et de l'histoire à Charleston, la plupart datées de 1862, révèlent la préoccupation des officiers unionistes. Le colonel Harris, dixième compagnie, le 27 mars 1862, au gouverneur Pierpoint : « L'élection des officiers de la compagnie du comté de Gilmer était une farce. Les hommes élus étaient des rebelles et des hors-la-loi. L'élection de ces hommes était destinée, sans doute, comme un burlesque sur la réorganisation de la milice ».
Parce que le gouvernement de Richmond ne garde pas des dossiers militaires séparés pour ce qui va devenir la Virginie-Occidentale, il n'y a jamais un comptage officiel des confédérés de service en Virginie-Occidentale. Les premières estimations sont très faibles, en 1901, les historiens Fast et Maxwell donne un chiffre d'environ 7 000. Une exception aux estimations basses est trouvée dans Why The Solid South?, dont les auteurs sont d'avis que les chiffres confédérés dépassent ceux de l'Union. Par la suite, les estimations augmentent, Otis K. Rice donne le nombre de 10 000 à 12 000. Richard O. Curry en 1964 donne le chiffre de 15 000. La première étude détaillée des soldats confédérés estime le nombre à 18 000, qui est proche du chiffre de 18 642 déclaré par le département confédéré de Virginie-Occidentale, en 1864. En 1989, une étude menée par James Carter Linger estime le nombre à près de 22 000.
Le nombre officiel de soldats de l'Union de Virginie-Occidentale est 31 884 comme indiqué par le prévôt marshall général des États-Unis. Ces chiffres comprennent, toutefois, chiffres de ré-enrôlement ainsi que des soldats extérieurs à l'État qui se sont enrôlés dans les régiments de Virginie-Occidentale. En 1905, Charles H. Ambler estime le nombre de soldats de l'Union natifs à environ 20 000.
Richard Current estime un chiffre de 29 000 unionistes natifs. Dans ses calculs, toutefois, il prend qu'une déduction de 2 000 soldats étrangers à l'État dans les régiments de Virginie-Occidentale. L'Ohio contribue à près de 5000 hommes et avec la déduction des volontaires de la Pennsylvanie et des autres États, l'estimation est considérablement réduite.
Le département de Virginie-Occidentale des archives et de l'histoire estime que les chiffres de  la Confédération et de l'Union sont à peu près égaux, même s'il donne pas de chiffres précis. Le centre George Tyler Moore à Shepherdstown estime les chiffres de l'Union entre 22 000 et 25 000[réf. nécessaire].

## Soins infirmiers au cours de la guerre de Sécession
Les sœurs de Saint-Joseph, qui gèrent l'Hôpital de Wheeling dans cette ville, sont des infirmières au cours de la guerre. Elles traitent les soldats emmenés à l'hôpital et les prisonniers à l'Athenaeum dans le centre de Wheeling. En 1864, l'armée de l'Union prend le contrôle de l'hôpital, et les sœurs sont inscrites sur le registre de paie fédéral en tant que matrones et infirmières, dès l'été. Plusieurs d'entre elles, plus tard, reçoivent une pension en reconnaissance de leur service.

## Batailles de la guerre de Sécession en Virginie-Occidentale

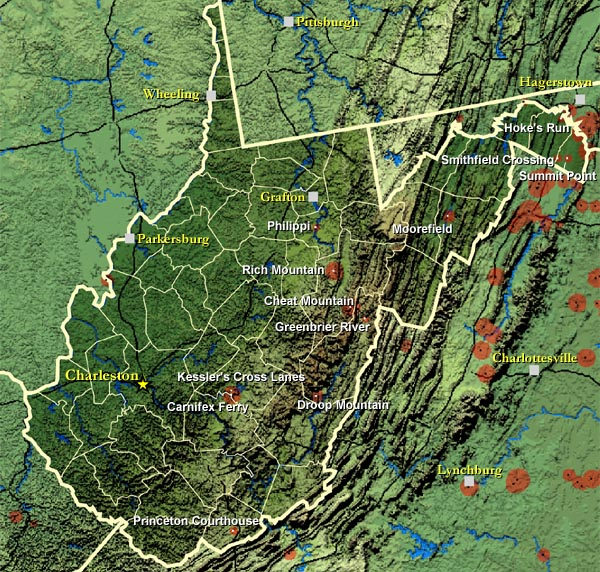
Batailles de la guerre de Sécession en Virginie-Occidentale

- Bataille de Hoke Run (2 juillet 1861), comté de Berkeley – Stonewall Jackson retarde avec succès une plus grande force de l'Union.

La campagne de Virginie-Occidentale :
- Bataille de Philippi (3 juin 1861), comté de Barbour – la victoire de l'Union propulse George McClellan sur le devant de la scène.
- Bataille de Laurel Hill (7-11 juillet 1861), comté de Barbour – Morris met en déroute les troupes confédérées lors de 5 journées d'escarmouches à Belington dans une attaque de diversion en tant que la première partie de la bataille de Rich Mountain.
- Bataille de Rich Mountain (11 juillet 1861), comté de Randolph – une autre victoire de McClellan qui le propulse vers le haut commandement.
- Bataille de Corrick's Ford (13 juillet 1861), comté de Tucker – le brigadier général confédéré Robert S. Garnett est le premier officier général tué à la guerre.
- Bataille de Kessler's Cross Lanes (26 août 1861), comté de Nicholas – les confédérés mettent en déroute la force de l'Union de Tyler ; Lee arrive peu de temps après.
- Bataille de Carnifex Ferry (10 septembre 1861), comté de Nicholas – Rosecrans refoule les confédérés et occupe plus de territoire.
- Bataille de Cheat Mountain (12-15 septembre 1861), comté de Pocahontas – Lee est battu et est rappelé à Richmond.
- Bataille de Greenbrier River (3 octobre 1861), comté de Pocahontas – combat indécis qui n'apporte que des effusions de sang, mais pas de solution.
- Bataille de Scary Creek (17 juillet 1861), comté de Putnam - la bataille de Scary Creek est une bataille mineure de la guerre de Sécession, à sur  la rivière Kanawha de nos jours Nitro.
- Bataille de Guyandotte (10 et 11 novembre 1861), comté de Cabell Comté– la cavalerie confédérée attaque la ville et la petite force de l'Union non entraînée qui y stationne. En représailles, une grande partie de la ville est incendiée par l'Union le lendemain[38].
- Bataille de Camp Allegheny (13 décembre 1861), comté de Pocahontas – l'attaque de l'Union l'attaque est repoussée, et les deux côtés s'installent camp d'hiver.

Actions ultérieures :
- Bataille de Hancock (5 et 6 janvier 1862), comté de Morgan - opérations de Stonewall contre le B&O Railroad.
- Bataille de Henry Clark House (1er mai 1862), comté de Mercer, campagne de la vallée de la Shenandoah de Stonewall Jackson – actions de Cox actions contre Princeton et le Virginia & Tennessee railroad à Dublin, en Virginie.
- Bataille de Princeton Cour House (16 au 18 mai 1862), comté de Mercer – campagne de la vallée de la Shenandoah de Jackson – actions de Cox contre le Virginia & Tennessee Railroad à Dublin, en Virginie.
- Bataille de Harpers Ferry (12-15 septembre 1862), comté de Jefferson – Jackson encercle la ville et force la garnison à se rendre.
- Bataille de White Sulphur Springs (26 et 27 août 1863), comté de Greenbrier – le colonel George Patton rebrousse chemin face au raid d'Averell contre le Virginie & Tennessee Railroad.
- Bataille de Charleston (13 septembre 1862), comté de Kanawha – les confédérés prennent Charleston, qu'ils occupent pendant six semaines.
- Bataille de Shepherdstown (19 septembre 1862 et 20 septembre 1862), comté de Jefferson – la contre-attaque d'A. P. Hill sécurise la retraite de Lee de Sharpsburg.
- Bataille de Bulltown (13 octobre 1863), comté de Braxton – la garnison de l'Union tient contre l'attaque confédérée.
- Bataille d'Hurricane Creek (1863), comté de Putnam – escarmouche entre les forces de l'Union confédérées.
- Bataille de Droop Mountain (6 novembre 1863), comté de Pocahontas – en conséquence de la victoire de l'Union, la résistance confédérée dans l'État s'effondre.
- Bataille de Moorefield (7 août 1864), comté de Hardy – la cavalerie de l'Union repousse la cavalerie confédérée de John McCausland.
- Bataille de Summit Point (21 août 1864), comté de Jefferson – action indécise pendant la campagne de la vallée du major général de l'Union Philip Sheridan.
- Bataille de Smithfield Crossing (25-29 août 1864), comtés de Jefferson et de Berkeley – résultat indécis. Deux divisions d'infanterie de Jubal Early repousse une division de cavalerie de l'Union et sont arrêtées par une contre-attaque de l'infanterie.

## Virginians-occidentaux durant la guerre de Sécession
Union
- Arthur I. Boreman - Gouverneur de la Virginie-Occidentale, de 1863 à 1869
- Isaac H. Duval - brigadier-général et homme politique de Wellsburg (comté de Brooke)
- Nathan Goff, Jr - commandant de Clarksburg (Comté de Harrison), devient secrétaire de la Marine et gouverneur de la Virginie-Occidentale
- Thomas M. Harris - brigadier général de Harrisville (comté de Richie)
- Daniel D. Johnson - colonel d'infanterie et sénateur du comté de Tyler
- Benjamin F. Kelley - brigadier général résidant à Wheeling
- George R. Latham - colonel d'infanterie et membre résidant à Grafton (comté de Taylor)
- Joseph A. J. Lightburn - brigadier général résidant dans le comté de Lewis
- Francis H. Pierpont - « Père de la Virginie-Occidentale »
- Jesse L. Reno - Major général de Wheeling
- David H. Strother - Colonel de cavalerie de Martinsburg (comté de Berkeley)
- Joseph Thoburn - né irlandais, colonel d'infanterie de Wheeling
- John Witcher - brigadier général breveté (cavalerie) du comté de Cabell, devient membre du congrès américain

26 médailles d'honneur sont décernées à des virginians-occidentaux pour leurs actions pendant la guerre. Six autres médailles ont été décernées à des personnes nées en Virginie-Occidentale et qui ont déménagé et sont mis au crédit des autres États.
Un total de 14 médailles ont été décernées aux soldats de la 1st West Virginia Cavalry ; ce qui en fait le régiment le plus décoré de l'armée de l'Union.
Confédéré
- Belle Boyd - espionne qui a fourni des renseignements à l'armée des États confédérés
- Allen T. Caperton - l'un des sénateurs confédérés de Virginie, plus tard, sénateur des États-Unis de Virginie-Occidentale, du comté de Monroe
- Raleigh E. Colston - brigadier général résidant dans le comté de Berkeley
- John Echols - brigadier général résidant à Union (comté de Monroe)
- Charles J. Faulkner - lieutenant-colonel, membre du Congrès américain et diplomate détenu comme prisonnier au début de la guerre
- Birkett D. Fry - brigadier général et ancien flibustier du comté de Kanawha
- Walter Gwynn - brigadier général du comté de Jefferson
- William Lowther Jackson - brigadier général et ancien lieutenant gouverneur de Clarksburg (comté de Harrison)
- Thomas J. "Stonewall" Jackson , lieutenant général de Clarksburg (comté de Harrison)
- Albert G. Jenkins - brigadier général, ancien membre du congrès américain du comté de Cabell qui a dirigé une brigade de cavalerie de l'ouest de la Virginie
- John McCausland - brigadier général résidant à Point Pleasant (comté de Mason)
- Angus William McDonald - colonel de cavalerie du comté de Hampshire
- John Hanson McNeill - capitaine et commandant de partisans de Moorefield (comté de Hardy)
- Alexander W. Monroe - colonel et homme politique du comté de Hampshire
- John Q. A. Nadenbousch - colonel d'infanterie du comté de Berkeley
- Edwin Gray Lee -brigadier général de Shepherdstown (comté de Jefferson)
- Charles T. O'Ferrall - colonel de cavalerie et politicien de Berkeley Springs (comté de Morgan), devient gouverneur de Virginie
- George A. Porterfield - colonel d'infanterie du comté de Berkeley
- M. Jeff Thompson - brigadier général de la garde de l'État du Missouri de Harpers Ferry